# Imazeki Keishi
Imazeki Keishi (japanisch 今関 啓司; geboren 3. März 1893 in Chōnan in der Präfektur Chiba; gestorben 31. März 1946 daselbst) war ein japanischer Maler im Yōga-Stil.

## Leben und Wirken
Imazeki Keishi ging im Alter von 13 Jahren nach Tokio und begann 1915 ein Studium der Malerei am Nihon Bijutsuin. Er stellte Bilder aus der Ausstellungsreihe „Inten“ aus, wechselte aber 1923 zur gerade gegründeten Künstlergemeinschaft Shun’yōkai, die ihn als Gast zuließ. 1924 wurde er als Mitglied aufgenommen.
Imazeki stellte in den folgenden Jahren regelmäßig bei der Shun’yōkai aus. Ab 1933 wurde er Jury-frei zugelassen. Er bereiste ganz Japan, um Motive zu sammeln, war in seinen letzten Jahren vor allem in seiner Heimatgegend, auf der Bōsō-Halbinsel, aktiv. Er starb bald nach dem Ende des Zweiten Weltkrieges im Alter von 54 Jahren an einer Krankheit. Sein Tagebuch, geführt von 1918 bis 1946, wurde 1991 unter dem Titel „今関啓司 日記“ publiziert.

## Bilder

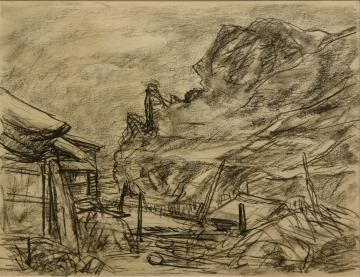
Daitō–misaki 1941
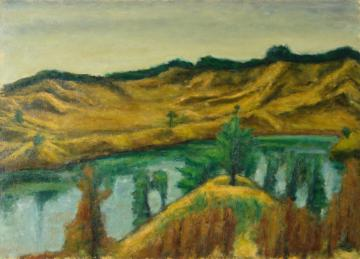
Tōgane 1942
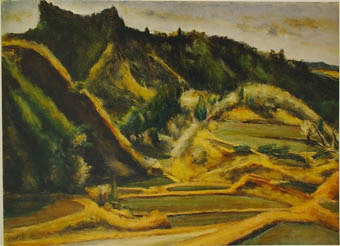
Kimitsu 1943
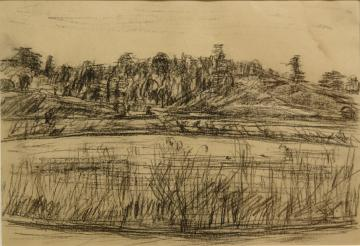
Am Sumpfgewässer
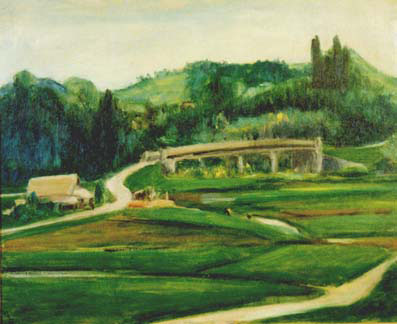
Landschaft
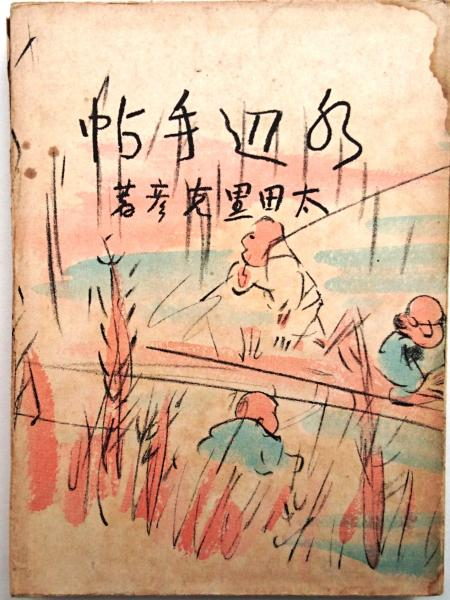
Bucheinband